# Altküla (Märjamaa)
Pour les articles homonymes, voir Altküla.
Altküla est un village de la Commune de Märjamaa du Comté de Rapla en Estonie.